# 北斗の拳 激打MAX
『北斗の拳 激打MAX ～1億人のタイピング伝説～』（ほくとのけん げきうちまっくす １おくにんのたいぴんぐでんせつ）または『北斗の拳 百裂MAX』は、マイクロビジョン が配信していた、ヤフー！ モバゲー及びニコニコアプリ向けタイピングゲームである。プロデューサは大味健一郎である。

## 概要
2000年代前半、PCインストール用ソフトウェアのタイピングソフトの『北斗の拳 激打シリーズ』の『激打３』をベースにブラウザ向けソーシャルゲームとして配信。その他、ニコ生公式放送として月1回のユーザ対戦とプレゼントキャンペーンを放送していた。

## 略歴
- 2013年9月にブラウザ向けソーシャルゲームとして配信。
- 2014年3月に月刊コミックゼノン5月号の付録に激打MAX用シリアルコード掲載。
- 2014年4月に決闘伝β版（非同期型対戦）がリリース。
- 2014年7月に決闘伝に鍛錬の間（リアルタイム対戦）がリリース。
- 2014年10月に登録ユーザ数50万人突破。
- 2015年2月に『ドラゴンタクティクスｆ（フォルテ）』とコラボキャンペーン。
- 2015年10月にニコニコアプリ版の『北斗の拳 百裂MAX』配信。（ニコ生主対戦機能等追加版）
- 2016年10月にニコニコアプリ版の『北斗の拳 百裂MAX』サービス終了。
- 2016年12月にY! モバゲー版の『北斗の拳 百裂MAX』サービス終了。

## 受賞歴（Y! モバゲー）
- 週間総合ランキング第21位（2014年4月6日現在）
- 週間男性ランキング第13位（2014年4月6日現在）
- ハマり度総合ランキング第1位（2015年9月5日現在）
- ハマり度男性ランキング第1位（2015年9月5日現在）
- ハマり度女性ランキング第12位（2015年9月5日現在）
- ハマり度総合第6位、男性第6位、女性第19位（課金最終日）
- 登録者数50万人突破（2014年10月24日現在）

## トリビア
- 起動画面のまま、BGMのループが終え、２回目に高取ヒデアキ氏のボーカル入りが流れる。
- ボーカルバージョンの楽曲タイトルが配信ギリギリで決まったため、高取ヒデアキ氏も知らなかった。
- 原作者（作画）の原哲夫夫妻もお気に入りである。